# NGC 1498
NGC 1498 is een groep van 3 sterren in het sterrenbeeld Eridanus. Het hemelobject werd op 8 februari 1784 ontdekt door de Duits-Britse astronoom William Herschel.